# Geologie
Die Geologie (von altgriechisch γῆ gē „Erde“ und -logie) ist die Wissenschaft von Aufbau, Zusammensetzung und Struktur der Erdkruste, der Eigenschaften ihrer Gesteine und ihrer Entwicklungsgeschichte sowie der Prozesse, welche die Erdkruste formten und bis heute formen. Der Begriff wird auch für den geologischen Aufbau verwendet, etwa Die Geologie der Alpen.
Die Bezeichnung Geologie im heutigen Sinn findet sich erstmals 1778 bei Jean-André Deluc (1727–1817). Als feststehenden Begriff führte sie 1779 Horace-Bénédict de Saussure (1740–1799) ein. Vor allem in Deutschland war anfangs alternativ die Bezeichnung Geognosie gebräuchlich.

## Grundzüge

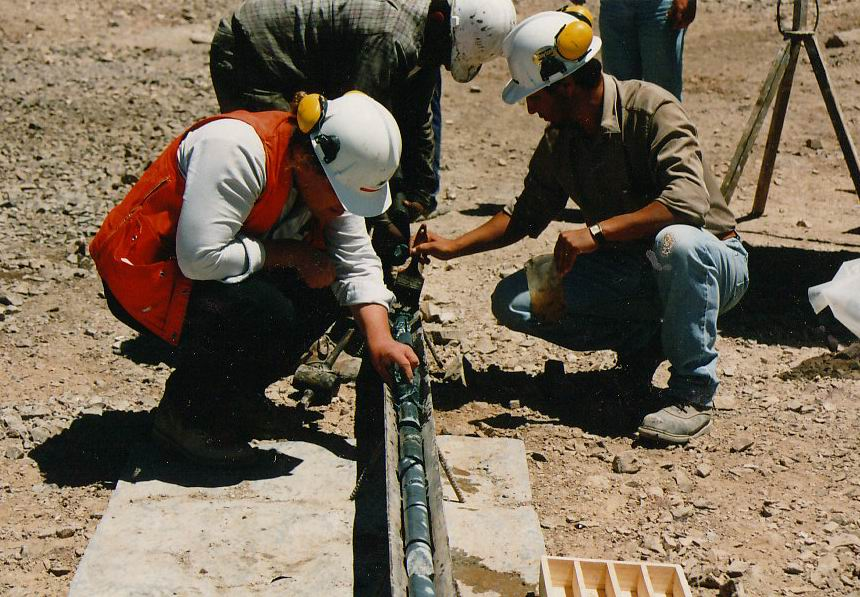
Ein Geologe wirft den ersten Blick auf die Gesteinsproben in einem frischen Bohrkern

Geologen beschäftigen sich mit der Erdkruste, Gesteinen sowie Erdöl und -gas. Sowohl die räumlichen Zusammenhänge zwischen verschiedenen Gesteinskörpern als auch die Zusammensetzung und innere Struktur der einzelnen Gesteine liefern Informationen zur Entschlüsselung der Bedingungen, unter denen diese entstanden sind. Der Geologe ist dabei für den Nachweis und die Erschließung von Rohstoffen wie Metallerzen, industriell genutzten Mineralien sowie Baustoffen wie Sanden, Kiesen und Tonen sowie neuerdings Silizium für die Solarindustrie zuständig, ohne die eine weitere wirtschaftliche Entwicklung nicht möglich wäre. Darüber hinaus ist er auch für die Sicherung von Trinkwasser sowie von Energierohstoffen wie Erdöl bzw. -gas und Kohle tätig. Schließlich obliegt den Geologen die Erkundung des Baugrundes, insbesondere bei größeren Bauprojekten, um Setzungen, Rutschungen und Grundbrüche langfristig zu vermeiden.
Im Gelände oder unter Tage gliedert der Geologe die aufgeschlossenen (offen zugänglichen) Gesteine anhand von äußeren Merkmalen in definierte Einheiten. Diese Kartiereinheiten müssen sich bei dem gewählten Maßstab auf einer geologischen Karte, oder in einem geologischen Profil, darstellen lassen. Durch Extrapolation kann er so vorhersagen, wie die Gesteine im Untergrund mit großer Wahrscheinlichkeit gelagert sind.
Die genauere Untersuchung der Gesteine (Petrographie, Petrologie) findet aber meist im Labor statt.
- Mit den einzelnen, teilweise mikroskopisch kleinen, Bestandteilen der Gesteine, den Mineralen, befasst sich die Mineralogie.
- Mit dem Fossilinhalt sedimentärer Gesteine beschäftigt sich die Paläontologie.

Solche detaillierten Untersuchungen auf kleinem Maßstab liefern die Daten und Fakten für die großräumigen Untersuchungen der Allgemeinen Geologie.
Die Geologie hat vielfältige Berührungspunkte mit anderen Naturwissenschaften, die als Geowissenschaften zusammengefasst werden. So betrachtet die Geochemie chemische Prozesse im System Erde – und nutzt Methoden aus der Chemie, um zusätzliche Informationen über geowissenschaftliche Fragestellungen zu erhalten. Ähnliches gilt für die Geophysik und Geodäsie. Selbst die Mathematik hat einen speziellen Zweig, die Geostatistik, hervorgebracht, der besonders im Bergbau Verwendung findet. Seit den 1970er Jahren besteht in den Geowissenschaften allgemein ein gewisser Trend von eher qualitativ beschreibenden Untersuchungen hin zu mehr quantitativ messenden Methoden. Trotz der erhöhten Rechenleistung moderner Computer stoßen solche numerischen Methoden, wegen der enormen Variabilität und Komplexität geowissenschaftlicher Parameter, immer noch an ihre Grenzen.
Im Grenzgebiet zur Astronomie bewegt sich die Planetengeologie oder Astrogeologie als Teilgebiet der Planetologie, die sich mit der Zusammensetzung, dem inneren Aufbau und den formenden Prozessen auf fremden Himmelskörpern beschäftigt. Geologische Fragestellungen und die Anwendung geologischer Methoden außerhalb der Erde gewannen vor allem seit Beginn der Raumfahrt und der Erforschung unseres Sonnensystems mit Sonden und Satelliten an Bedeutung.

## Geschichte der Geologie

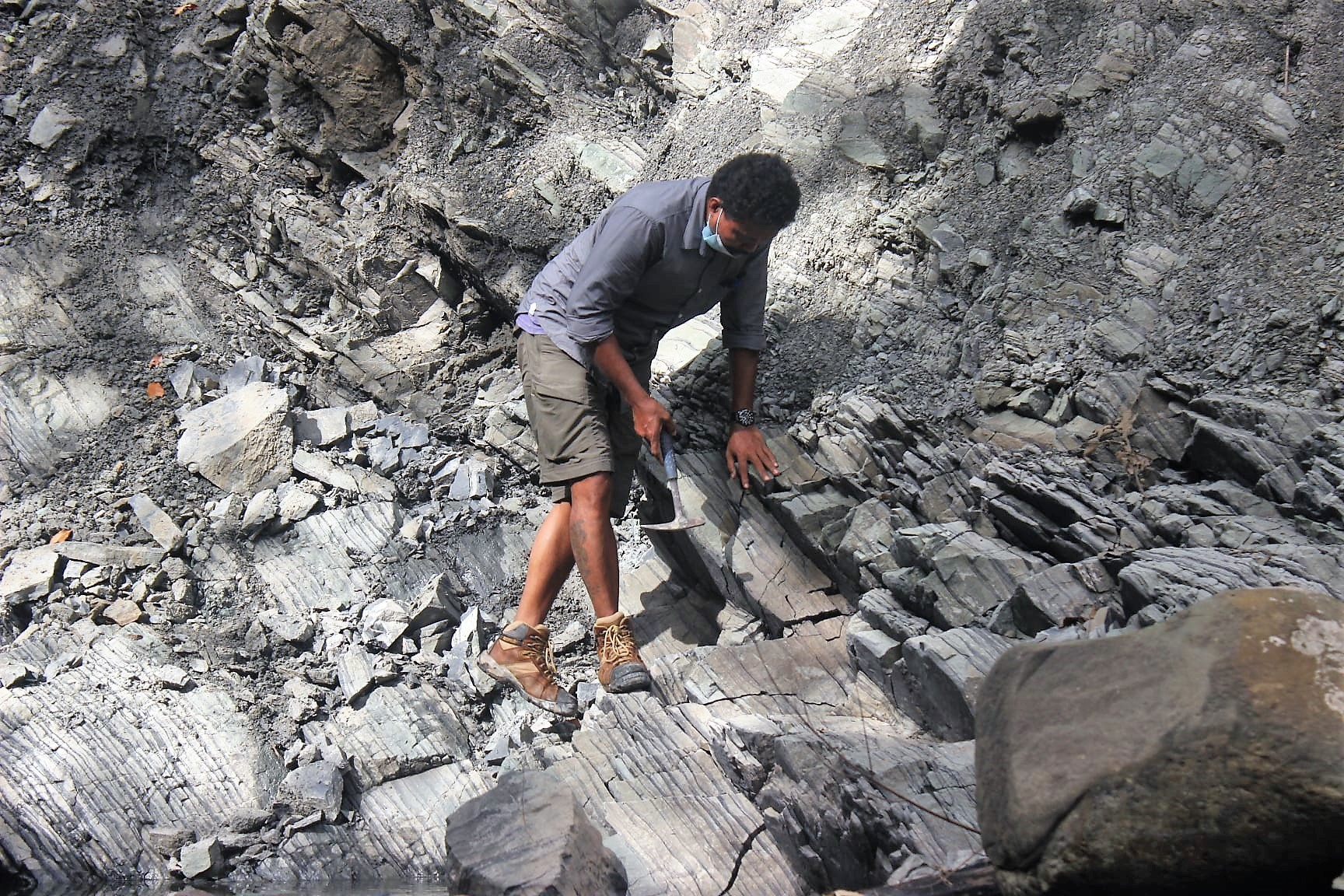
Ein Geologe in Osttimor bei der Feldforschung

Bereits in der Antike verfügten die Menschen schon seit langem über praktische Kenntnisse für die Suche nach mineralischen Rohstoffen, deren Abbau und Verwertung. Die ersten Versuche einer theoretischen Behandlung geologischer Fragestellungen, wie die Ursache von Erdbeben, oder die Herkunft von Fossilien, finden sich jedoch erst in der ionischen Naturphilosophie im 5. Jahrhundert v. Chr. Bis in die frühe Neuzeit hinein blieb die Lehre des Empedokles von den vier Elementen und die Lehre des Aristoteles von der Transmutation der Elemente auch richtungsweisend für die Vorstellungen über die Natur von Metallen, Mineralen und Gesteinen.
Während des Niedergangs des Römischen Reiches in der Spätantike wurden diese Ansichten nur im östlichen, griechisch geprägten Teil überliefert, wo sie im frühen Mittelalter von arabischen Gelehrten, wie Ibn Sina, wieder aufgenommen wurden. In Westeuropa hingegen gingen selbst viele praktische Kenntnisse im Bergbau wieder verloren. Erst im 12. und 13. Jahrhundert begannen sich abendländische Alchemisten wieder mit der Bildung von Metallen und Gesteinen im Inneren der Erde zu befassen. Im Laufe der Renaissance wurden solche Spekulationen nicht nur von humanistischen Gelehrten, wie Paracelsus, ausgebaut, sondern auch um umfangreiche empirische Daten und praktische Methoden ergänzt, besonders von Georgius Agricola. Aus solchen Ansätzen entwickelte sich bis ins 17. Jahrhundert eine Art „Proto-Geologie“, die viele Gemeinsamkeiten mit der „Proto-Chemie“ des Ökonomen, Alchemisten und Bergbauingenieurs Johann Joachim Becher hatte.
Einen wichtigen Schritt zur Etablierung der Geologie als eigenständige Wissenschaft ging der dänische Naturforscher Nicolaus Steno, indem er 1669 das stratigraphische Prinzip einführte. Hiermit begründete er den Grundsatz, dass die räumliche Lagerung von Sedimentschichten übereinander in Wirklichkeit einer zeitlichen Abfolge von Gesteinsablagerungen nacheinander entspricht. Auch Robert Hooke spekulierte etwa zur selben Zeit, ob man aus dem Fossilinhalt der Gesteine nicht den historischen Ablauf der Gesteinsbildung rekonstruieren könne.
Im Lauf des 18. Jahrhunderts bemühten sich Bergwerksleiter und Ingenieure zunehmend um ein theoretisches Verständnis von geologischen Zusammenhängen. Hierbei entwickelten sie Mitte des Jahrhunderts die grundlegenden Methoden der geologischen Kartierung und der Erstellung stratigraphischer Profile.
Der Beginn der Geologie als moderne Wissenschaft wird meist mit der Kontroverse zwischen den Denkrichtungen des Plutonismus und Neptunismus angesetzt. Als Begründer des Plutonismus gilt James Hutton (1726–97) mit seinem Postulat, alle Gesteine seien vulkanischen Ursprungs. Hutton popularisierte ebenfalls den Gedanken, dass die Erdgeschichte um viele Größenordnungen länger sei, als die menschliche Geschichte. Die Neptunisten wurden von Abraham Gottlob Werner (1749–1817) geführt, mit der heute verworfenen Grundannahme, alle Gesteine seien Ablagerungen eines primordialen Urozeans. Aus der Verbindung von Magmatismus, Sedimentation und Gesteinsumwandlung entwickelte sich im Folgenden die Vorstellung vom Kreislauf der Gesteine.
Um 1817 etablierte William Smith den Gebrauch von Leitfossilien zur relativen Datierung der Schichten einer sedimentären Abfolge.
Etwa in der Zeit von 1830 bis 1850 bildete der Streit zwischen Katastrophismus in der Nachfolge von Georges de Cuvier (1769–1832), und Aktualismus um Sir Charles Lyell (1797–1875) die zweite große Kontroverse in der Geschichte der Geologie. Während die Katastrophisten von plötzlichen und globalen Umwälzungen in der Erdgeschichte ausgingen, mit anschließender Neuschöpfung der ausgerotteten Lebewesen, betonten die Aktualisten die gleichmäßige und stetige Entwicklung der Erde in unzähligen kleinen Schritten, die sich im Laufe langer Zeiträume nach und nach akkumulieren (Gradualismus). Auch Charles Darwin (1809–1882) folgte in seiner Evolutionstheorie, mit ihrer langsamen Entwicklung neuer biologischer Arten, weitgehend dem aktualistischen Prinzip.
In der Folge befassten sich die Geologen vermehrt mit den Problemen der Gebirgsbildung und den globalen Bewegungen der Erdkruste. Bis weit ins 20. Jahrhundert hinein dominierte die auf Léonce Élie de Beaumont (1798–1874) zurückgehende Vorstellung, dass die weltweiten Gebirgsgürtel das Resultat der Abkühlung und Schrumpfung des Erdkörpers seien. Aus der Beobachtung von gefalteten und tektonisch gestörten Gesteinen entwickelte James Dwight Dana (1813–1895) um 1875 die Geosynklinal-Theorie. Dieses tektonische Erklärungsmodell wurde von Eduard Suess (1831–1914) und Hans Stille (1876–1966) maßgeblich weiter entwickelt.
Hierbei wurden die geotektonischen Hypothesen vom Prinzip des Fixismus dominiert. Die Position der Kontinente und Ozeane zueinander galt als weitgehend unveränderlich. Seitliche Bewegungen der Erdkruste, deren Spuren man in Faltengebirgen oder an regionalen Spaltensystemen beobachten konnte, wurden als weitgehend lokale Phänomene angesehen. Hingegen galten vertikale Bewegungen der Erdkruste als ausschlaggebend für die Absenkung von Ozeanbecken oder den Aufstieg von Landbrücken zwischen den Kontinenten.
Die ersten wichtigen Vorstellungen, über die Möglichkeit bedeutender horizontaler Bewegungen von Festlandsmassen, finden sich in der Kontinentaldrift-Hypothese Alfred Wegeners (1880–1930) aus dem Jahr 1915. Der Durchbruch des Mobilismus erfolgte aber erst drei Jahrzehnte später, als grundlegend neue Beobachtungen der Geophysik und Ozeanographie zur Entwicklung der heute allgemein akzeptierten Theorie der Plattentektonik führten.

## Allgemeine Geologie

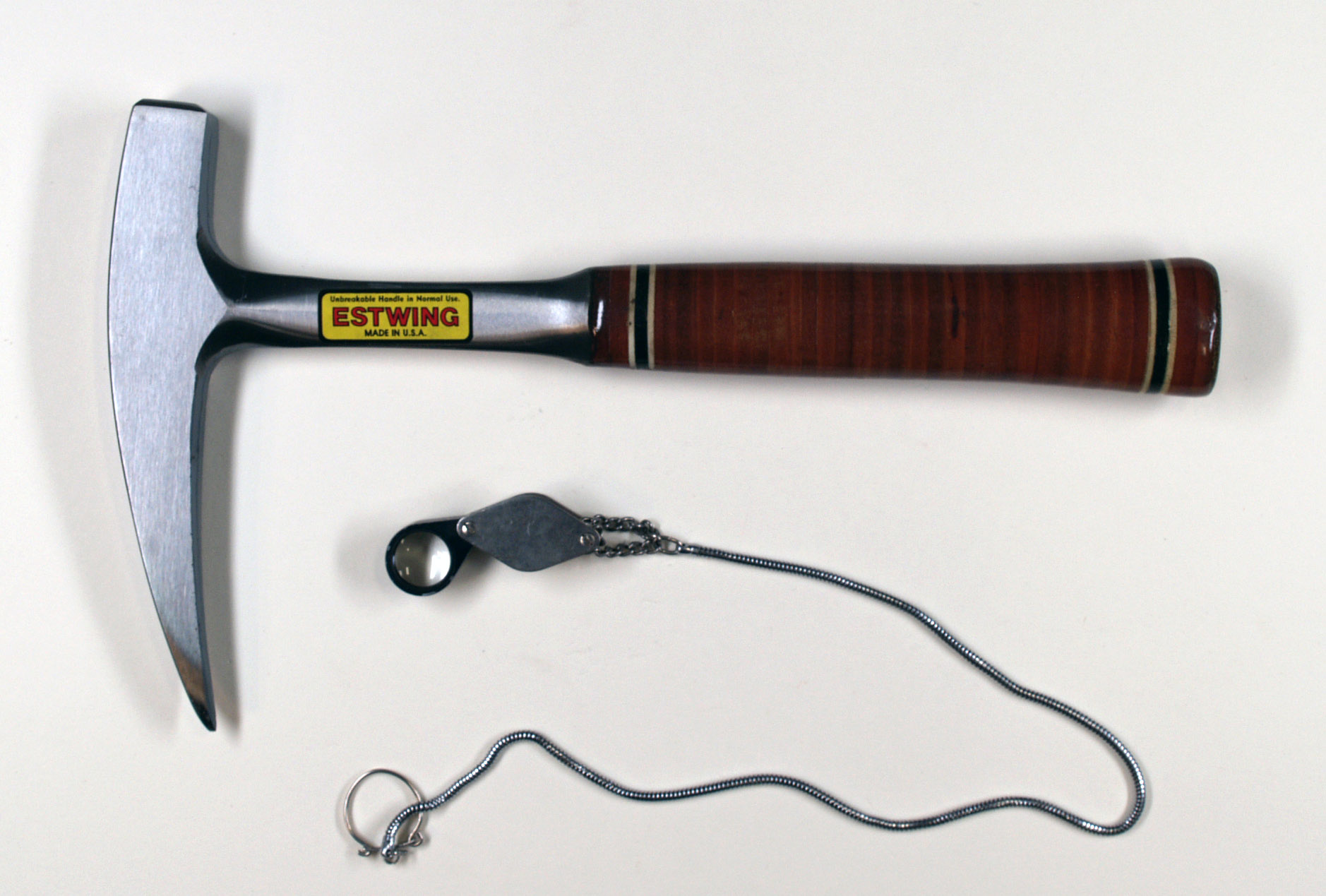
Werkzeuge des Geologen: Pickhammer und Lupe.

Die Allgemeine Geologie befasst sich mit den Kräften, die auf den Erdkörper einwirken und mit den Prozessen, die in großem Maßstab zur Gesteinsbildung beitragen.
Jedes Gestein kann anhand seiner spezifischen Ausbildung (Gefüge, Struktur) einer der drei großen Gesteinsklassen zugeordnet werden: Sedimentite, Magmatite und Metamorphite. Jedes Gestein kann durch geologische Vorgänge in ein Gestein der jeweils anderen beiden Familien umgewandelt werden (Kreislauf der Gesteine). Die Prozesse, die an der Erdoberfläche wirken, werden als exogen, die im Erdinneren als endogen bezeichnet.

### Exogene Dynamik
Die exogene Dynamik (auch exogene Prozesse) wird durch auf die Erdoberfläche einwirkende Kräfte wie Schwerkraft, Sonneneinstrahlung und Rotation der Erde generiert und führt zur Bildung von Sedimentgesteinen. Dies geschieht durch
- physikalische Erosion anderer Gesteine durch Wind, Wasser oder Eis, und Massenbewegungen großer Gesteinsmengen, wie Bergstürze,
- chemische Verwitterung,
- physikalische Ablagerung des zerkleinerten Materials (Detritus) in Form klastischer Sedimente (Schotter, Sand, Ton usw.) und die nachfolgende Verfestigung der Lockergesteine zu Festgesteinen (Diagenese)
- chemische Ausfällung von Evaporiten (wie etwa anorganische Kalke, Gips, Salz) und
- biogene Bildung von Sedimenten (wie die meisten Kalksteine oder Diatomit).

Ein eigenes, komplexes Gebiet exogener Prozesse behandelt die Bodenkunde. Die Quartärgeologie befasst sich mit den Vorgängen und Ablagerungen der letzten Eiszeiten im Quartär, die einen großen Teil der heutigen Landschaftsformen auf der nördlichen Hemisphäre prägen.

### Endogene Dynamik
Die endogene Dynamik (auch endogene Prozesse) beruht auf Kräften innerhalb der Erdkruste, wie Spannungen, Wärmeentwicklung durch radioaktive Zerfallsprozesse oder dem Magmakern der Erde und führt zur Bildung von Metamorphiten und Magmatiten. Sie beginnt mit der
- Erhöhung des Drucks, unter der andauernden Ablagerung von weiteren Sedimenten auf die unterlagernden Schichten. Durch Entwässerung, Kompaktion und Verfestigung (Diagenese) wird aus den Lockersedimenten festes Gestein, wie etwa Sandstein.
- Die Verformung von Gesteinen und die Rekristallisierung von Mineralen, unter zunehmend höherer Temperatur und steigendem Druck, wird als Metamorphose bezeichnet. Dabei bleibt das Gestein aber zunächst noch in festem Zustand. Aus magmatischen Gesteinen und grobkörnigen Sedimenten entstehen dabei oft Ortho- und Para-Gneise, aus feinen Sedimenten Schiefer.
- Schließlich kann es aber doch zur Aufschmelzung der Gesteine kommen (Anatexis). Glutflüssige Magmen steigen dann wieder aus dem Erdmantel auf.
- Wenn die Magmen in der Erdkruste stecken bleiben und erkalten, bilden sich Plutonite, etwa aus Granit, wenn sie die Erdoberfläche erreichen, kommt es zur Bildung von Vulkaniten wie Lava oder vulkanische Asche.

Die Bewegungen, die die Oberflächengesteine in die Tiefe verfrachten, verformen und falten, aber gleichzeitig die Tiefengesteine wieder an die Oberfläche bringen, sowie die Spuren, die diese Kräfte in den Gesteinen hinterlassen, wie Faltung, Scherung und Schieferung, werden von der Tektonik und der Strukturgeologie untersucht.

## Historische Geologie
Die historische Geologie erforscht die Geschichte der Erde von ihrer Entstehung bis zur Gegenwart im Allgemeinen, und die Entwicklungsgeschichte (Evolution) der Lebewesen im Besonderen. Mit diesem historischen Ansatz stellt die Geologie (zusammen mit der physikalisch-astronomischen Kosmologie) eine Ausnahme innerhalb der Naturwissenschaften dar. Letztere befassen sich vorrangig mit dem Ist-Zustand ihres Studienobjekts und weniger mit dessen Werden. Als Informationsquellen dienen in der Geologie die Ausbildung der Gesteine (Lithofazies) und die in ihnen eingeschlossenen Fossilien (Biofazies). Die Gliederung der Erdgeschichte in einer geologischen Zeitskala erfolgt durch stratigraphische und geochronologische Methoden.

### Stratigraphie
Die Grundlage der Stratigraphie bildet ein einfaches Prinzip: die Lagerungsregel. Eine Schicht im Hangenden (‚oben‘) wurde später abgelagert als die Schicht im Liegenden ('unten'). Allerdings sollte beachtet werden, dass ursprünglich horizontal abgelagerte Schichten durch spätere tektonische Bewegungen verstellt oder sogar überkippt sein können. In diesem Fall ist man auf die Existenz von eindeutigen Oben-Unten-Kriterien angewiesen, um die ursprüngliche Lagerung zu bestimmen. Weiterhin gilt, dass Schichten, die solche verstellten Gesteine mit einer Diskordanz überlagern, das heißt schiefwinklig zur Schichtung, ebenfalls jünger sind als letztere. Dasselbe gilt aber auch für magmatische Gänge und Intrusionen aus der Tiefe, die die Schichten von unten durchschlagen.

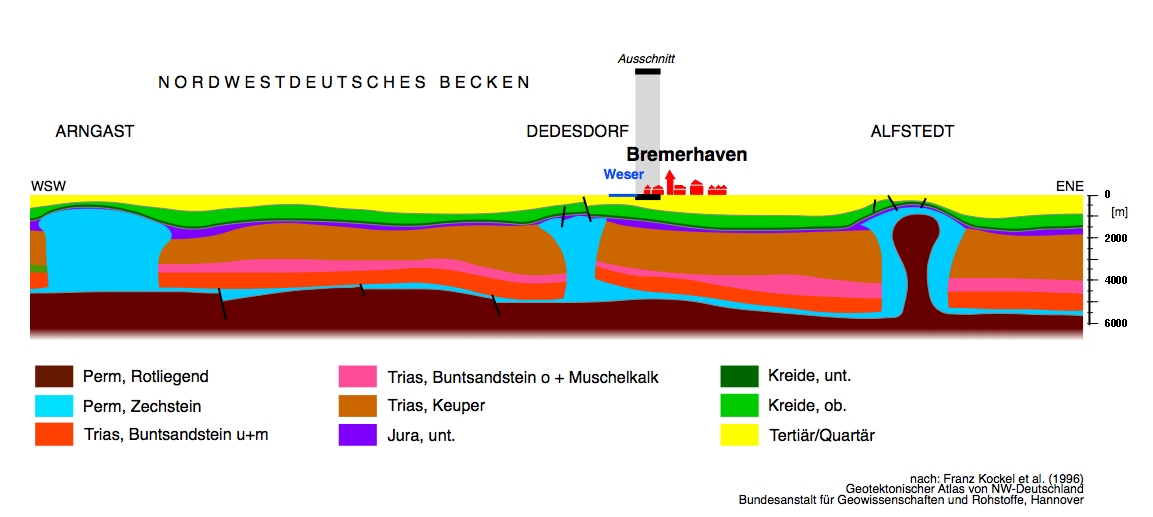
Geologisches Profil durch Nordwestdeutschland

Bei der Erstellung eines stratigraphischen Profils werden besonders Erkenntnisse der Paläontologie angewandt. Wenn die Reste eines bestimmten Lebewesens nur in ganz bestimmten Schichten auftreten, gleichzeitig aber eine weite, überregionale Verbreitung haben, und möglichst unabhängig von örtlichen Variationen der Ablagerungsbedingungen sind, dann spricht man von einem Leitfossil. Alle Schichten, in denen sich diese Leitfossilien finden, haben somit dasselbe Alter. Nur wenn keine Fossilien vorhanden sind, muss man Zuflucht zur Lithostratigraphie nehmen. Dann kann die Zeitgleichheit bestimmter Schichten nur bei seitlicher Verzahnung nachgewiesen werden.
Um tektonische Abläufe zu rekonstruieren, untersucht der Geologe den Versatz und die Verformung der Gesteine durch Klüftung, Schieferung, Störung und Faltung. Auch hier sind diejenigen Strukturen die jüngsten, die die anderen durchschlagen, aber selbst nicht versetzt sind. Die Kunst ist hier „Verwickeltes einfach, Ruhendes bewegt zu sehen.“ (Hans Cloos)

### Geochronologie
|                                           | Äonothem                                 | Ärathem                                             | System        | Alter (mya) |
| ----------------------------------------- | ---------------------------------------- | --------------------------------------------------- | ------------- | ----------- |
|                                           | P h a n e r o z o i k u m Dauer: 541 Ma  | Känozoikum Erdneuzeit Dauer: 66 Ma                  | Quartär       | 0 ⬍ 2,588   |
| Neogen                                    | P h a n e r o z o i k u m Dauer: 541 Ma  | Känozoikum Erdneuzeit Dauer: 66 Ma                  | 2,588 ⬍ 23,03 |             |
| Paläogen                                  | P h a n e r o z o i k u m Dauer: 541 Ma  | Känozoikum Erdneuzeit Dauer: 66 Ma                  | 23,03 ⬍ 66    |             |
| Mesozoikum Erdmittelalter Dauer: 186,2 Ma | P h a n e r o z o i k u m Dauer: 541 Ma  | Kreide                                              | 66 ⬍ 145      |             |
| Mesozoikum Erdmittelalter Dauer: 186,2 Ma | P h a n e r o z o i k u m Dauer: 541 Ma  | Jura                                                | 145 ⬍ 201,3   |             |
| Mesozoikum Erdmittelalter Dauer: 186,2 Ma | P h a n e r o z o i k u m Dauer: 541 Ma  | Trias                                               | 201,3 ⬍ 251,9 |             |
| Paläozoikum Erdaltertum Dauer: 288,8 Ma   | P h a n e r o z o i k u m Dauer: 541 Ma  | Perm                                                | 251,9 ⬍ 298,9 |             |
| Paläozoikum Erdaltertum Dauer: 288,8 Ma   | P h a n e r o z o i k u m Dauer: 541 Ma  | Karbon                                              | 298,9 ⬍ 358,9 |             |
| Paläozoikum Erdaltertum Dauer: 288,8 Ma   | P h a n e r o z o i k u m Dauer: 541 Ma  | Devon                                               | 358,9 ⬍ 419,2 |             |
| Paläozoikum Erdaltertum Dauer: 288,8 Ma   | P h a n e r o z o i k u m Dauer: 541 Ma  | Silur                                               | 419,2 ⬍ 443,4 |             |
| Paläozoikum Erdaltertum Dauer: 288,8 Ma   | P h a n e r o z o i k u m Dauer: 541 Ma  | Ordovizium                                          | 443,4 ⬍ 485,4 |             |
| Paläozoikum Erdaltertum Dauer: 288,8 Ma   | P h a n e r o z o i k u m Dauer: 541 Ma  | Kambrium                                            | 485,4 ⬍ 541   |             |
| P r ä k a m b r i u m Dauer: 4059 Ma      | P r o t e r o z o i k u m Dauer: 1959 Ma | Neoproterozoikum Jungproterozoikum Dauer: 459 Ma    | Ediacarium    | 541 ⬍ 635   |
| P r ä k a m b r i u m Dauer: 4059 Ma      | P r o t e r o z o i k u m Dauer: 1959 Ma | Neoproterozoikum Jungproterozoikum Dauer: 459 Ma    | Cryogenium    | 635 ⬍ 720   |
| P r ä k a m b r i u m Dauer: 4059 Ma      | P r o t e r o z o i k u m Dauer: 1959 Ma | Neoproterozoikum Jungproterozoikum Dauer: 459 Ma    | Tonium        | 720 ⬍ 1000  |
| P r ä k a m b r i u m Dauer: 4059 Ma      | P r o t e r o z o i k u m Dauer: 1959 Ma | Mesoproterozoikum Mittelproterozoikum Dauer: 600 Ma | Stenium       | 1000 ⬍ 1200 |
| P r ä k a m b r i u m Dauer: 4059 Ma      | P r o t e r o z o i k u m Dauer: 1959 Ma | Mesoproterozoikum Mittelproterozoikum Dauer: 600 Ma | Ectasium      | 1200 ⬍ 1400 |
| P r ä k a m b r i u m Dauer: 4059 Ma      | P r o t e r o z o i k u m Dauer: 1959 Ma | Mesoproterozoikum Mittelproterozoikum Dauer: 600 Ma | Calymmium     | 1400 ⬍ 1600 |
| P r ä k a m b r i u m Dauer: 4059 Ma      | P r o t e r o z o i k u m Dauer: 1959 Ma | Paläoproterozoikum Altproterozoikum Dauer: 900 Ma   | Statherium    | 1600 ⬍ 1800 |
| P r ä k a m b r i u m Dauer: 4059 Ma      | P r o t e r o z o i k u m Dauer: 1959 Ma | Paläoproterozoikum Altproterozoikum Dauer: 900 Ma   | Orosirium     | 1800 ⬍ 2050 |
| P r ä k a m b r i u m Dauer: 4059 Ma      | P r o t e r o z o i k u m Dauer: 1959 Ma | Paläoproterozoikum Altproterozoikum Dauer: 900 Ma   | Rhyacium      | 2050 ⬍ 2300 |
| P r ä k a m b r i u m Dauer: 4059 Ma      | P r o t e r o z o i k u m Dauer: 1959 Ma | Paläoproterozoikum Altproterozoikum Dauer: 900 Ma   | Siderium      | 2300 ⬍ 2500 |
| P r ä k a m b r i u m Dauer: 4059 Ma      | A r c h a i k u m Dauer: 1500 Ma         | Neoarchaikum Dauer: 300 Ma                          |               | 2500 ⬍ 2800 |
| P r ä k a m b r i u m Dauer: 4059 Ma      | A r c h a i k u m Dauer: 1500 Ma         | Mesoarchaikum Dauer: 400 Ma                         |               | 2800 ⬍ 3200 |
| P r ä k a m b r i u m Dauer: 4059 Ma      | A r c h a i k u m Dauer: 1500 Ma         | Paläoarchaikum Dauer: 400 Ma                        |               | 3200 ⬍ 3600 |
| P r ä k a m b r i u m Dauer: 4059 Ma      | A r c h a i k u m Dauer: 1500 Ma         | Eoarchaikum Dauer: 400 Ma                           |               | 3600 ⬍ 4000 |
| P r ä k a m b r i u m Dauer: 4059 Ma      | H a d a i k u m Dauer: 600 Ma            |                                                     |               | 4000 ⬍ 4600 |

Ein prinzipielles Problem ist hierbei die Tatsache, dass man mit obigen Methoden nur eine relative Zeitskala, ein Vorher-Nachher der verschiedenen Gesteinsbildungen, aber keine absoluten Datierungen erhält. Zwar hatte man schon früh versucht, die Sedimentationsraten bestimmter Gesteine zu schätzen, aber die meiste Zeit „steckt“ ja nicht in den Schichten selbst, die sich in relativ kurzer Zeit gebildet haben können, sondern vor allem in den Lücken zwischen den Schichten und in den Diskordanzen zwischen verschiedenen Schichtpaketen. Deshalb reichte die absolute Zeitskala, die mit Hilfe von Jahresringen in Bäumen (Dendrochronologie), oder durch Auszählung der Warven-Schichtung in Ablagerungen der letzten Eiszeit gewonnen wurde, nur wenige tausend Jahre zurück.
Erst mit der Entdeckung der natürlichen Radioaktivität fanden sich zuverlässige Methoden für die absolute Datierung, auch von ältesten Gesteinen. Diese basieren auf den bekannten Zerfallsraten von radioaktiven Isotopen innerhalb der Minerale und Gesteine, zuweilen kombiniert mit paläomagnetischen Messungen.
Siehe auch: Entstehung der Erde, Strontiumisotopenanalyse, Kalium-Argon-Methode, Radiokarbon-Methode, so wie die detailliertere Chronologie der Erdgeschichte

### Aktualismus
Um aus der heutigen Situation Rückschlüsse auf die Vergangenheit ziehen zu können, bedienen sich die Geologen des Prinzips des Aktualismus. Dieses lässt sich in einem Satz zusammenfassen: Der Schlüssel zur Vergangenheit ist die Gegenwart. Findet ein Geologe z. B. alte Gesteine, die fast identisch mit ausgeflossenen Laven eines heute aktiven Vulkans sind, dann kann er davon ausgehen, dass es sich bei dem gefundenen Gestein ebenfalls um vulkanisches Material handelt. Allerdings lässt sich der Aktualismus nicht auf alle Gesteine anwenden. Die Bildung von Eisenerzlagerstätten (BIF—„Banded Iron Formations“) lässt sich etwa heute nicht mehr beobachten, da sich die chemischen Bedingungen auf der Erde derart geändert haben, dass die Entstehung solcher Gesteine nicht mehr stattfindet. Andere Gesteine bilden sich eventuell in solchen Tiefen, dass ihre Bildung außerhalb des Zugriffs des Menschen liegt. Um die Entstehung solcher Gesteine zu verstehen, greifen die Geowissenschaftler auf Laborexperimente zurück.

## Angewandte Geologie
Die angewandte Geologie beschäftigt sich mit der praktischen Nutzbarmachung geologischer Forschung in der Gegenwart. Der Nutzen besteht nicht nur in der effizienten Ausbeutung der natürlichen Ressourcen der Erde, sondern auch in der Vermeidung von Umweltschäden und der Frühwarnung vor Naturkatastrophen, wie Erdbeben, Vulkanausbrüchen und Tsunamis. Sie gliedert sich in eine Vielzahl unterschiedlichster Felder, die sich sowohl untereinander als auch mit anderen Wissenschaften verzahnen. Siehe: Geowissenschaften
Einige wichtige Teilgebiete der angewandten Geologie sind beispielsweise:
- die Hydrogeologie, die sich mit dem Fließverhalten und der Qualität des (Grund-)Wassers beschäftigt und unter anderem bei der Trinkwassergewinnung und dem Hochwasserschutz von Bedeutung ist;
- die Ingenieurgeologie, die sich beispielsweise der Statik des Bodens beim Bau von Gebäuden widmet;
- die Lagerstättenkunde oder Montangeologie, die sich als ältester Forschungsbereich der Geologie mit der Erforschung von natürlichen Bodenschätzen (Kohle, Erdöl, Erdgas, Erze usw.) befasst;
- die Bodenkunde, die sich mit der Qualität, Zusammensetzung und Horizontalabfolge von Böden beschäftigt;
- die Umweltgeologie.

Es besteht eine enge Verzahnung angewandter geologischer Gebiete mit anderen Disziplinen, wie etwa Bauingenieurwesen, Bergbau- und Hüttenwesen, Materialkunde oder Umweltschutz.

### Berufsverbände
- BDG – Berufsverband Deutscher Geowissenschaftler
- GV – Geologische Vereinigung
- DGG – Deutsche Gesellschaft für Geowissenschaften (ehem. Deutsche Geologische Gesellschaft e. V.)
- CHGEOL – Schweizer Geologenverband

### Universitäten (inkl. freies Kursmaterial)
- GEO-LEO – Virtuelle Fachbibliothek Geowissenschaften, Geographie, Bergbau, Thematische Karten
- Vorlesung Dynamik der Erde. Videoaufzeichnungen einer Vorlesung zur Geologie. Von TIMMS, Tübinger Internet Multimedia Server der Eberhard Karls Universität Tübingen
- Free Course Material, MIT, Earth and Planetary Sciences (englisch)
- Scott T. Marshall, Appalachian State University (Vorlesungen zur Geologie) (englisch)
- Ken Hon, University of Hawaii, Hilo (Vorlesungen zur Geologie) (englisch)